# رقم (تجارة)

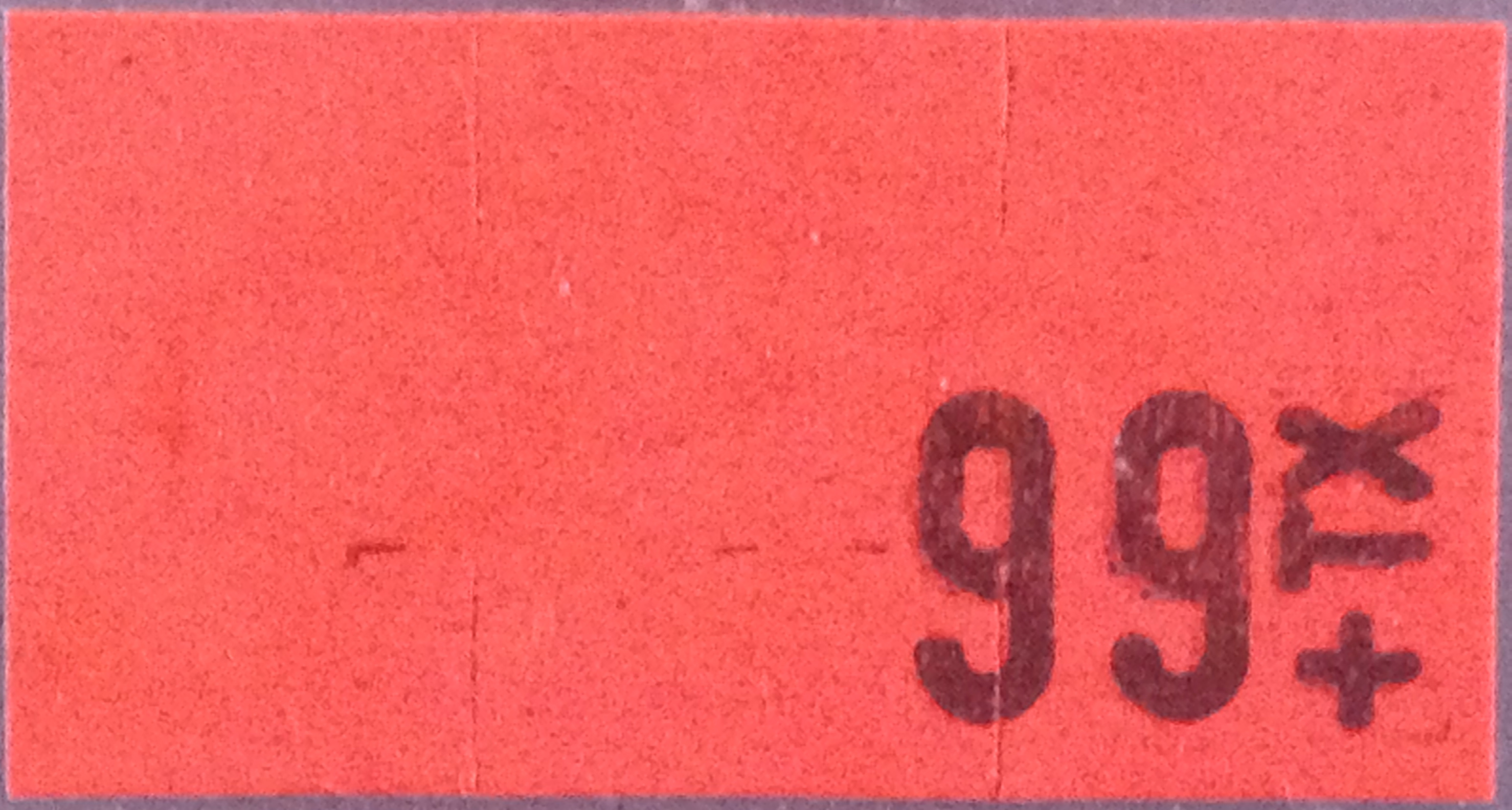

الرقم أو عُلَّامة سِعر  ما يكتب على الثياب وغيرها من أثمانها. والرقم كل ثوب يرقم أي وشي برقم معلوم حتى صار علما.